# Église orthodoxe serbe aux États-Unis et au Canada
L'Église orthodoxe serbe aux États-Unis et au Canada (en anglais : Serbian Orthodox Church in the USA and Canada) est une entité administrative du Patriarcat de Serbie en Amérique du Nord (États-Unis et Canada).
Elle est membre de la Conférence permanente des Évêques orthodoxes canoniques des Amériques.